# Werner Lamberz
Werner Lamberz, né le 14 avril 1929 à Mayen et mort le 6 mars 1978 à Wadi Suf al-Jin en Libye) est un homme politique est-allemand, membre du Politburo du Comité central du Parti socialiste unifié d'Allemagne. Politicien brillant, successeur possible du dirigeant Erich Honecker, il meurt prématurément dans un accident d’hélicoptère en Libye.

## Biographie

### Sous le national-socialisme
Werner Lamberz est le fils de Peter Lamberz, un des dirigeants du Parti communiste d'Allemagne. De 1939 à 1943, il est membre du Deutsches Jungvolk et jusqu'en 1945 des Jeunesses hitlériennes. Il a pour ami d'enfance l'acteur Mario Adorf, qui a également grandi à Mayen. De 1941 à 1944, Lamberz est élève à l'Internat de l'école Adolf Hitler de Sonthofen. Des dirigeants locaux du parti et des proches ont conseillé à l'épouse de « l'ennemi du peuple Lamberz », qui avait déserté et s'était réfugié à Moscou, de prendre cette mesure afin de se protéger elle-même et ses deux enfants Werner et Liane.

### Zone d'occupation soviétique et RDA

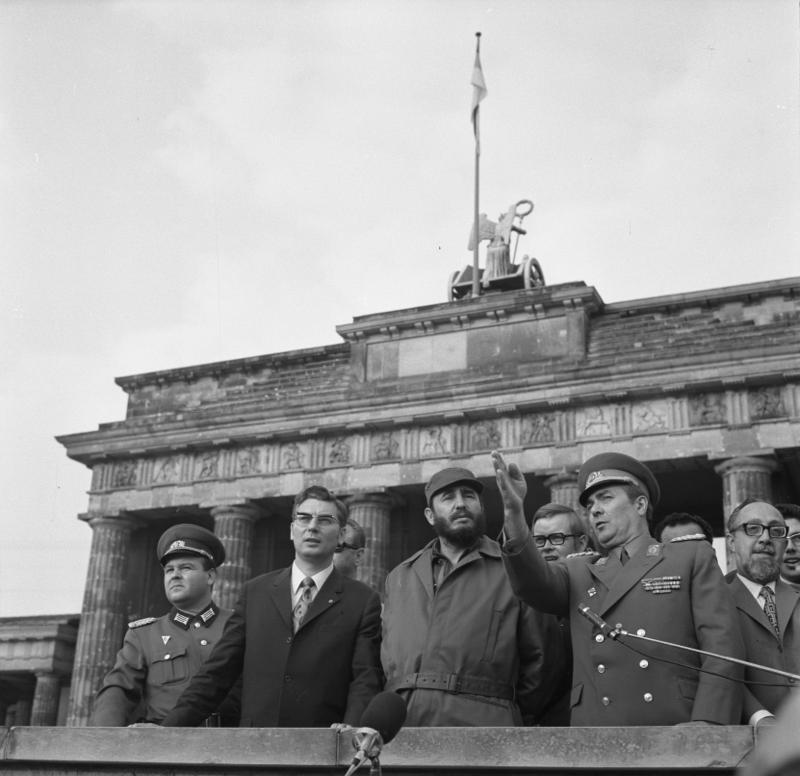
Werner Lamberz (2e à partir de la gauche) avec Fidel Castro (au centre) à la porte de Brandebourg, juin 1972 ; 2e à partir de la droite : Artur Kunath, commandant militaire du secteur soviétique de Berlin, et tout à droite Carlos Rafael Rodríguez, vice-Premier ministre cubain.

Après la guerre, la famille s'installe en zone d'occupation soviétique. De 1945 à 1948, Lamberz fait un apprentissage de chauffagiste et installateur à Mayen et Luckenwalde. En 1947, il rejoint la Jeunesse libre allemande (FDJ) et le SED, et est fonctionnaire de la FDJ et du SED pour le district de Luckenwalde et de 1949 à 1952 pour le Land de Brandebourg.
En 1950, il étudie à l'école du parti de Gut Schmerwitz et de 1952 à 1953 à l'université du Komsomol à Moscou. Il est ensuite membre et secrétaire du Conseil central de la FDJ jusqu'en 1963, chargé de la propagande puis de la culture, et de 1955 à 1959 représentant du Conseil central de la FDJ au sein du comité exécutif de la Fédération mondiale de la jeunesse démocratique à Budapest - pour les relations internationales, le travail en Occident et les affaires étudiantes.
En 1963, Lamberz est candidat au Comité central du SED et entre à la Commission pour l'Agitation et la Propagande (sous les ordres d'Albert Norden) dont il prend la tête de 1966 à 1971. Après 1967, il est secrétaire du Comité central du SED et député de la Chambre du peuple ; en 1971, il entre au Politburo du Comité central. En 1971, lorsque Walter Ulbricht est mis à l'écart, Lamberz est chargé par Erich Honecker de mener les négociations avec la  direction du Parti communiste de l'Union soviétique.
En tant que chef du département de l'Agitation et de la Propagande, Lamberz veille à ce que la presse de la RDA se conforme à la ligne politique du SED, le parti dirigeant. À cette fin, les rédacteurs en chef de tous les journaux du pays doivent se rendre chaque semaine au siège du parti pour des « réunions d'argumentation ». Dans certains cas, le libellé des titres et certaines formulations sont donnés lors de ces réunions. Lamberz est alors considéré comme un homme politique à l'avenir prometteur, et un successeur possible de Honecker.
Lamberz a reçu l'Ordre patriotique du mérite en bronze et plus tard en or et en 1968 l'Ordre de la Bannière du Travail.

### Accident mortel en Libye
En mars 1978, Lamperz se rend en Libye dans le cadre d'un voyage en Afrique. Il s'agit de négociations avec le gouvernement libyen sur l'octroi de prêts et un accord qui prévoit que la Libye finance les exportations de technologie de la RDA vers des pays tiers. Il rencontre également Mouammar Kadhafi sous sa tente de bédouin. Avec la mort de Lamberz, les accords n'ont jamais été vraiment mis en œuvre.
De retour du camp de Wadi Suf al-Jin (Wādī Sawfajjīn), à environ 45 km au sud de Beni Ulid, après Tripoli, l'hélicoptère Sud-Aviation SA321 Super Frelon s'écrase après le décollage avec la délégation à son bord, selon les informations libyennes. Il n'y a aucun survivant. La cause est probablement un défaut du rotor. Selon les autorités libyennes, il s'agit d'un accident. Cependant, les Libyens n'ont autorisé aucun représentant de la RDA à se rendre sur les lieux de l'accident pour enquête.
Immédiatement la mort de Lamberz, naissent des spéculations sur une possible tentative d'assassinat qui aurait visé Lamberz ou Kadhafi. Ce dernier utilisait généralement cet hélicoptère. En raison de son âge relativement jeune pour un membre du Comité central, de son éloquence, de son multilinguisme, de son cosmopolitisme et de son ouverture (en particulier envers les travailleurs culturels de la RDA), Lamberz était admiré d'une part et considéré avec défiance d'autre part. Avant sa mort était régulièrement évoquée l'hypothèse que la direction de la RDA allait changer sous son égide, ce qui provoqua alors des réactions diverses.
Aux côtés de Lamberz meurent le chef du département des relations internationales du Comité central Paul Markowski (de), l'interprète Armin Ernst et le photo reporter Hans-Joachim Spremberg, deux pilotes libyens et cinq fonctionnaires libyens.
Les victimes allemandes de l'accident d'hélicoptère sont autopsiées à l'hôpital universitaire de la Charité de Berlin. Parmi eux devait également se trouver le corps de Lamberz, mais ses restes, selon le médecin légiste Wolfgang Keil, n'ont toutefois pas pu être retrouvés. Au cours de cette autopsie, cependant, aucune indication d'une éventuelle attaque - comme des fragments de bombe - n'a été trouvée. Malgré le cadavre supposé disparu, on organise des funérailles nationales, et l'urne de Lamberz est enterrée dans le mémorial socialiste au cimetière central de Berlin-Friedrichsfelde, Berlin-Lichtenberg.
Son fils Ulrich Lamberz (1952-2019) était un collaborateur de Die Linke au Parlement européen.